# Erau

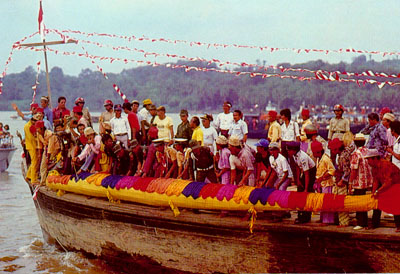
Le Mengulur Naga ("déroulement du dragon"), une des manifestations de l'Erau

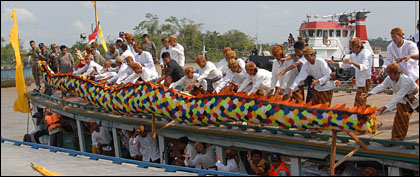
Mengulur Naga contemporain

L'Erau est une fête traditionnelle qui se tient chaque année, au mois de septembre, dans la ville de Tenggarong en Indonésie.
Tenggarong est située sur le fleuve Mahakam, dans la province de Kalimantan oriental. C'était la capitale de l'ancien royaume de Kutai.
Durant la fête sont présentés des spectacles et des expositions présentant les cultures malaise et dayak.
L'Erau célèbre la fondation de Tenggarong. Le point culminant de la fête est la parade dans laquelle un dragon en effigie est porté le long du Mahakam puis laissé à la dérive sur l'eau. Ce dragon est censé chasser le mal pour l'année qui suit.